# Vrtovin
Vrtovin este o localitate din comuna Ajdovščina, Slovenia, cu o populație de 478 de locuitori.